# Championnats d'Amérique du Sud juniors d'athlétisme 2000
Navigation
Championnats d'Amérique du Sud juniors 1999 Championnats d'Amérique du Sud juniors 2001
La 32e édition des Championnats d'Amérique du Sud juniors d'athlétisme se sont déroulées à São Leopoldo à l'université d'Unisinos les 7 et 8 octobre 2000. Des athlètes portugais sont invités comme hôtes.

## Résultats

### Hommes
| Épreuves              | Or                           | Or             | Argent                         | Argent         | Bronze                      | Bronze         |
| --------------------- | ---------------------------- | -------------- | ------------------------------ | -------------- | --------------------------- | -------------- |
| 100 mètres            | Bruno Campos Brésil          | 10 s 74        | Helly Ollarves Venezuela       | 10 s 75        | Pablo Del Valle Argentine   | 10 s 99        |
| 200 mètres            | Pablo Del Valle Argentine    | 21 s 36 w      | Guillermo Mayer Chili          | 21 s 75 w      | Basílio de Moraes Brésil    | 21 s 99 w      |
| 400 mètres            | William Hernández Venezuela  | 46 s 43        | Jonathan Palma Venezuela       | 46 s 71        | Anderson da Silva Brésil    | 48 s 24        |
| 800 mètres            | Jonathan Palma Venezuela     | 1 min 50 s 18  | Simoncito Silvera Venezuela    | 1 min 50 s 54  | Fabiano Peçanha Brésil      | 1 min 52 s 42  |
| 1 500 mètres          | Sebastián Gesualdo Argentine | 3 min 54 s 43  | Byron Piedra Équateur          | 3 min 54 s 70  | Fabiano Peçanha Brésil      | 3 min 54 s 89  |
| 5 000 mètres          | César Pelaluisa Équateur     | 15 min 01 s 38 | Jorge Cabrera Paraguay         | 15 min 05 s 94 | Rodrigo Bedezagar Argentine | 15 min 09 s 31 |
| 10 000 mètres         | Jonathan Monje Chili         | 30 min 36 s 01 | Jorge Cabrera Paraguay         | 30 min 39 s 51 | Franck de Almeida Brésil    | 30 min 42 s 31 |
| 3000 m steeple        | Fernando Fernandes Brésil    | 8 min 59 s 12  | Mariano Mastromarino Argentine | 9 min 02 s 00  | Sergio Lobos Chili          | 9 min 02 s 21  |
| 110 mètres haies      | Mateus Inocêncio Brésil      | 14 s 53        | Marleán Reyna Venezuela        | 14 s 67        | Diego Morán Argentine       | 14 s 73        |
| 400 mètres haies      | Jorge Chaverra Colombie      | 52 s 23        | Luis Montenegro Chili          | 52 s 37        | William Pereira Brésil      | 52 s 84        |
| Saut en hauteur       | Jessé de Lima Brésil         | 2,09 m         | Santiago Guerci Argentine      | 2,09 m         | Sidney Reinhold Brésil      | 2,09 m         |
| Saut à la perche      | José Francisco Nava Chili    | 5,10 m         | Fábio da Silva Brésil          | 5,00 m         | Cristián Castillo Chili     | 4,90 m         |
| Saut en longueur      | Víctor Castillo Venezuela    | 7,70 m         | Thiago Dias Brésil             | 7,58 m         | Marcelo da Costa Brésil     | 7,52 m         |
| Triple saut           | Marcelo da Costa Brésil      | 16,22 m w      | Piero Vojvodic Pérou           | 15,52 m w      | Jefferson Sabino Brésil     | 15,49 m w      |
| Lancer du poids       | Mateus Monari Brésil         | 16,36 m        | Edmundo Martínez Venezuela     | 16,30 m        | Daniel Muñoz Chili          | 15,90 m        |
| Lancer du disque      | Héctor Hurtado Venezuela     | 49,37 m        | Mateus Monari Brésil           | 47, 26 m       | Jesús Parejo Venezuela      | 45,83 m        |
| Lancer du marteau     | Lucas Andino Argentine       | 60,41 m        | Fabián Di Paolo Argentine      | 58,14 m        | Roberto Sáez Chili          | 55,87 m        |
| Lancer du javelot     | Pablo Alfano Argentine       | 68,90 m        | Ronald Noguera Venezuela       | 67,40 m        | Alexon Maximiano Brésil     | 67,01 m        |
| Décathlon             | Ivan da Silva Brésil         | 6 874 pts      | Rubén Arcía Venezuela          | 6 363 pts      | Gabriel Paredes Argentine   | 6 263 pts      |
| 10 km marche          | Cristián Muñoz Chili         | 42 min 32 s 85 | José Bagio Brésil              | 43 min 42 s 47 | John Jairo García Colombie  | 44 min 14 s 06 |
| Relais 4 × 100 mètres | Brésil                       | 41 s 08        | Chili                          | 41 s 34        | Colombie                    | 41 s 90        |
| Relais 4 × 400 mètres | Venezuela                    | 3 min 16 s 77  | Chili                          | 3 min 17 s 72  | Argentine                   | 3 min 25 s 78  |